# Maria Coma
Maria Coma (Barcelona, 1986) és una compositora, pianista i cantant catalana. Abans de començar el seu projecte en solitari el 2009, va participar en diversos projectes musicals, component bandes sonores, gravant discos i fent concerts.
Ha publicat quatre discs en solitari i un amb el grup u mä. Els seus treballs no es limiten simplement a la música, ha realitzat ella mateixa alguns dels seus videoclips, dissenys per als seus discos i webs.
Maria Coma va ser premiada amb el premi Puig-Porret 2012 pel seu projecte musical que consistia en la creació d'un piano-celesta de l'estil Baschet, la composició d'un concert amb aquest i la gravació d'un disc. Aquest projecte es va dur a terme parcialment amb la dotació del premi i va ser presentat el disc Celesta en la 25a edició del Mercat de Música Viva de Vic.
Segons reconegué Coma en una entrevista entre les seves influències hi ha: PJ Harvey, Beth Gibbons, Joanna Newsom, Feist, Camille, Björk, Hanne Hukkelberg, Sufjan Stevens, Grizzly Bear, A Silver Mt. Zion, Frédéric Chopin, Richard Swift, Chet Baker, Brad Mehldau, Radiohead, entre d'altres.

## Discografia en solitari
| Any  | Nom                  | Dades                            |
| ---- | -------------------- | -------------------------------- |
| 2009 | Linòleum             | - Publicació: - Amniòtic Records |
| 2010 | Linòleum en concert  | - Publicació: - Amniòtic Records |
| 2011 | Magnòlia             | - Publicació: - Amniòtic Records |
| 2013 | Celesta              | - Publicació: - Amniòtic Records |
| 2023 | Crystalline (single) | - Publicació: - Foehn Records    |